# Sean Singletary
Sean Michael-Eli Singletary (Philadelphia, 6 september 1985) is een Amerikaans voormalig basketballer en huidig basketbalcoach.

## Carrière
Singletary speelde van 2004 tot 2008 collegebasketbal voor de Virginia Cavaliers. In 2007 stelde hij zich voor een eerste keer kandidaat maar trok zich later terug. In 2008 stelde hij zich kandidaat voor de NBA draft waarin hij als 42e werd gekozen in de tweede ronde door de Sacramento Kings. Hij speelde voor Sacramento in de NBA Summer League. Hij werd samen met Metta World Peace en Patrick Ewing Jr. in augustus 2008 geruild naar de Houston Rockets voor Donté Greene, Bobby Jackson en een draftpick. Een paar dagen later werd hij opnieuw geruild, ditmaal naar de Phoenix Suns voor D.J. Strawberry. Hij speelde bij de Suns tot in december 2008 toen hij opnieuw geruild werd, samen met Raja Bell en Boris Diaw naar de Charlotte Bobcats voor Jared Dudley en Jason Richardson. Hij speelde de rest van het seizoen voor Charlotte en werd in maart en april 2009 even uitgeleend aan Sioux Falls Skyforce.
In de zomer van 2009 speelde hij in de NBA Summer League voor Detroit Pistons. In september tekende hij bij de Philadelphia 76ers maar in oktober werd zijn contract alweer ontbonden. Hij tekende daarna bij de Spaanse eersteklasser Saski Baskonia waar hij een seizoen speelde tot in april 2010. In de zomer van 2010 speelde hij in de NBA Summer League voor de Orlando Magic. Voor het seizoen 2011/12 tekende hij bij het Belgische Belfius Mons-Hainaut. In november 2012 werd hij als 24e gekozen in de tweede ronde van de NBA D-League draft door de Texas Legends. Hij speelde bij de Legends tot in april 2013, waarna hij na een blessure ging spelen voor BC Oostende in de Belgische competitie.
Hij keerde in november 2013 terug naar de Texas Legends, waar hij speelde tot in januari 2014. In januari werd hij geruild naar de Erie BayHawks, in een ruil waarbij ook de Maine Red Claws en Tulsa 66ers betrokken waren. Daarnaast werden ook nog de rechten van Fab Melo, Tyler Brown, Daniel Orton en Mustafa Shakur geruild tussen de teams. In maart 2014 werd na nog een blessure zijn contract verbroken. In de zomer van 2014 zou hij voor de Philly Patriots spelen in de The Basketball Tournament maar door een blessure werd hij de coach van de ploeg.
Na zijn carrière als speler werd hij een coach. In het seizoen 2018/19 was hij een graduate assistant bij de La Salle Explorers. In 2020 werd hij een assistent-coach bij Fork Union Military Academy.

## Erelijst
- Nummer 44 teruggetrokken door de Virginia Cavaliers
- Belgisch landskampioen: 2013

## Statistieken

### Regulier seizoen
| Seizoen  | Team              | WG | WS | MPW | 2P%  | 3P%  | FW%   | RPW | APW | SPW | BPW | PPW |
| -------- | ----------------- | -- | -- | --- | ---- | ---- | ----- | --- | --- | --- | --- | --- |
| 2008/09  | Phoenix Suns      | 13 | 1  | 9,4 | 32,4 | 40,0 | 100,0 | 1,2 | 0,9 | 0,5 | 0,0 | 2,6 |
| 2008/09  | Charlotte Bobcats | 24 | 1  | 7,5 | 39,6 | 40,0 | 80,0  | 0,8 | 0,7 | 0,2 | 0,0 | 2,3 |
| Carrière | Carrière          | 37 | 2  | 8,2 | 36,5 | 40,0 | 85,7  | 0,9 | 0,8 | 0,3 | 0,0 | 2,4 |